# Бартошевич Віталій Володимирович
Віта́лій Володи́мирович Бартоше́вич (8 червня 1924 — 2000) — радянський та російський історик і нумізмат.

## Життєпис
Народився 1924 року у місті Смоленську, РРФСР.
26 червня 1942 року призваний Новоросійським МВК Краснодарського краю, направлений до РСЧФ. Учасник Другої світової війни. Військову службу проходив на Тихоокеанському флоті, зокрема на 981-й («Ворошиловській») окремій артилерійській батареї в Острівному секторі берегової оборони. У 1974 році вийшов у запас у званні підполковника.
Мешкав у Санкт-Петербурзі, де й помер 2000 року.
За висловлюванням В. В. Узденікова, визначного спеціаліста з російської нумізматики «імператорського» періоду,
| «…відноситься до тих нечисленних колекціонерів-любителів, які змогли зробити рішучий крок від простого збирання до серйозних наукових досліджень. Йому належить низка надзвичайно цікавих робіт, які стосуються російських монет так званого "імператорського" періоду.» |

## Нагороди
Нагороджений орденами Вітчизняної війни 2-го ступеня (11.03.1985), «Знак Пошани» (02.07.1974) і медалями, у тому числі «За бойові заслуги» (03.11.1953).

## Основні публікації
- (рос.) Бартошевич В. В. Заметки о Константиновском рубле. // Константиновский рубль. Новые материалы и исследования. — М.: Финансы и статистика, 1991, стор. 67-134.
- (рос.) Бартошевич В. В. По поводу одной публикации. // Константиновский рубль. Новые материалы и исследования. — М.: Финансы и статистика, 1991, стор. 135—166.
- (рос.) Бартошевич В. В. В борении с Наполеоном. Нумизматические очерки. — Киев: ЧП «Пектораль» совместно с ООО «Купола», 2001.
- (рос.) Бартошевич В. В. Эпоха 1812 года: Исследования. Источники. Историография. К 190-летию Отечественной войны 1812 года. — М.: Труды Государственного Исторического музея. — Вып. 132. — 2002.